# Bolbocaffer interruptum
Bolbocaffer interruptum är en skalbaggsart som beskrevs av Hermann Julius Kolbe 1894. Bolbocaffer interruptum ingår i släktet Bolbocaffer och familjen Bolboceratidae. Inga underarter finns listade.